# Gutshofanlage Altendorf 7
Die Gutshofanlage Altendorf 7 in der niedersächsischen Samtgemeinde Land Hadeln, Gemeinde Osten-Altendorf, im Landkreis Cuxhaven, stammt aus der ersten Hälfte des 19. Jahrhunderts. Aktuell (2024) wird sie landwirtschaftlich genutzt.
Die Gebäude stehen unter Denkmalschutz (siehe auch Liste der Baudenkmale in Osten (Oste)).

## Geschichte und Beschreibung
Altendorf war eine Bauerschaft aus der zusammen mit Isensee um 1400 die Gemeinde Osten entstand. Die Hofanlage steht auf einem von Gräben eingefassten Grundstück zwischen den Ortsteilen Kranenweide und Rönndeich. Sie ist umgeben von Äckern und Weiden in der marschtypischen Streifenstruktur. In dem dünn besiedelten Gebiet befand sich an diesem Ort eines von ehemals sieben Rittergütern der Region. Es ist seit dem 16. Jahrhundert als Gut Altendorf II belegt und befindet sich seit der Mitte des 18. Jahrhunderts im Besitz der Familie von der Schulenburg.
Die Familie ist ein markbrandenburgisches, preußisches Adelsgeschlecht, das 1237 erstmals erwähnt wurde und sich in verschiedene Linien teilte, hier die Weiße Linie. Freiherr und Generalleutnant Alexander von der Schulenburg (1662–1733) heiratete Charlotte Sophie Anna von Melville (1670–1724). Das Rittergut im Eigentum von Generalmajor Andreas von Melville (1624–1706) wurde 1748 an die Familie von der Schulenburg vererbt. Freiherr Georg Ernst von der Schulenburg (1704–1765) war auf Gut Altendorf in Osten ansässig. Die Familie Graf von der Schulenburg ist aktuell Eigentümer des Herrenhauses.
Die Hofanlage des Gutes besteht aus:
- dem zweigeschossigen traufständigen klassizistischen Herrenhaus von 1840 in Backstein auf Sockel/Souterrain, mit hohlpfannengedecktem Walmdach sowie mit dem markanten südwestlichen dreiachsigen mittleren Giebelrisalit mit dem Eingang: Fenster- und Türöffnungen haben gerade Stürze, die drei Fenster im Obergeschoss des Risalits sind mit putzprofilierten Entlastungsbögen versehen und das Giebeldreieck mit einem halbrunden Fenster. Das Kellergeschoss hat gewölbte Decken. Die Erschließung erfolgt parkseitig über eine einläufige, siebenstufige Backsteintreppenanlage und durch eine zweiflügelige Tür mit Oberlicht. An der Rückseite befindet sich eine neuere Freitreppe mit gemauertem Windfang mit Walmdach. Im Inneren sind an einigen Zimmerdecken Stuckaturen erhalten. Umbauten erfolgten um 1945;[2]
- dem Park mit teilweise waldartigem Baumbestand: Das Herrenhaus steht etwa in der Mitte der Parkanlage, erschlossen über einen ca. 300 Meter langen Zufahrtsweg von der Straße Altendorf. Vor der südwestlichen Traufseite des Herrenhauses befindet sich eine als Oval angelegte Rasenfläche, um die herum eine Zufahrt führt. Neben einem Wirtschaftshof befindet sich im nordöstlichen Drittel eine von Bäumen gesäumte quadratische Rasenfläche;[3]
- der Graft (Wassergraben) um den rechteckigen Park parallel zur Straße Altendorf: Die Anlage weist hin auf ein im 16. Jahrhundert entstandenes Rittergut.[4]

Das Landesdenkmalamt befand u. a.: „… mit seinem schlichten und kubischen Erscheinungsbild ein charakteristisches Beispiel für den Klassizismus.“